# Мокрогашунское сельское поселение
Мокрогашунское сельское поселение — муниципальное образование в Зимовниковском районе Ростовской области.
Административный центр поселения — посёлок Мокрый Гашун.

## Административное устройство
В состав Мокрогашунского сельского поселения входят:
- посёлок Мокрый Гашун;
- хутор Нижнекуберский;
- хутор Полстяной;
- хутор Секретев.

## Население
| 2010  | 2012  | 2013  | 2014  | 2015  | 2016  | 2017  |
| ----- | ----- | ----- | ----- | ----- | ----- | ----- |
| 1177  | ↗1190 | ↘1179 | ↗1193 | ↗1204 | ↘1182 | ↘1164 |
| 2018  | 2019  | 2020  | 2021  |       |       |       |
| ↘1150 | ↘1144 | ↘1117 | ↘1100 |       |       |       |